# Calopogonium galactioides
Calopogonium galactioides là một loài thực vật có hoa trong họ Đậu. Loài này được (Kunth) Hemsl. miêu tả khoa học đầu tiên.